# Ernest L'Épine
Pour les articles homonymes, voir L'Épine.
Ernest-Louis-Victor-Jules L'Épine, également appelé Ernest Manuel L'Épine ou plus simplement Ernest L'Épine, ou encore par le pseudonyme Quatrelles, est écrivain et dramaturge français né à Paris le 12 septembre 1826 et mort à Paris 16e le 4 février 1893.

## Biographie
Secrétaire du duc de Morny, il devint en 1865 conseiller référendaire à la Cour des Comptes, fut membre de la Société des gens de lettres et chef de cabinet du président du Corps législatif.
Il a écrit quelques pièces de théâtre avec Alphonse Daudet : La Dernière Idole (1862, sous le pseudonyme d'Ernest Manuel), L'Œillet blanc (1865), Le Frère aîné (1867) et publia, soit sous son nom soit sous le pseudonyme de Quatrelles, des volumes où l'on trouve une verve un peu maniérée et de l'humour : La Légende de Croquemitaine (1863), La Princesse éblouissante (1869), A Coups de fusil (1875, sur la guerre de 1870), Théâtre des Folies-Quatrelles (1882), Mon petit Dernier (1885), Colin Tampon (1885), A outrance (1888), Un an de règne (1891), Histoire du capitaine Castagnette, La diligence de Ploërmel, etc.
Il est également en 1860 l'auteur de la musique de la chanson A bord. de Marc Constantin.
Par ailleurs, il collabora également au Constitutionnel et à La Vie parisienne.
La Dernière Idole, drame en un acte, en prose, créé à l'Odéon le 4 février 1862, est entré au répertoire de la Comédie-Française en 1904. On lui doit également Les Amours extravagantes de la princesse Djalavann (Paris, 1880).

## Œuvres
- Histoire du Capitaine Castagnette, Librairie Hachette, 1862, Illustré par Gustave Doré, 40 vignettes (Épopée napoléonienne, livre pour enfant).
- La Légende du Croque-Mitaine[4], Librairie de L. Hachette, 1863, illustré par Gustave Doré, 177 vignettes sur bois.
- Histoire de l'intrépide Capitaine Castagnette[5], 2e édition, 1867, 43 illustrations de Gustave Doré xylographiées, éditions librairie L. Hachette et Cie .
- Voyage autour du grand monde[6] (sous le pseudonyme Quatrelles), 1869, édition J. Hetzel (Paris).
- Le Chevalier Beau-Temps[7], préface d'Alexandre Dumas fils, illustrations de Gustave Doré 1871. Impression de A. Pougin (Paris).
- La Vie à grand orchestre : charivari parisien (3e édition, sous le pseudonyme Quatrelles), 1873, édition J. Hetzel (Paris) .
- À coups de fusil[8] (sous le pseudonyme Quatrelles), 1877.
- Le Parfait Causeur, petit manuel rédigé en langue parisienne : suivi de six nouvelles nouvelles , 1879, édition J. Hetzel et Cie (Paris).
- Amours extravagantes de la princesse Djalavann, 1880, édition J. Hetzel (Paris) .
- Légende de la Vierge de Münster (sous le pseudonyme Quatrelles), 1880, illustrations par Eugène Courboin, édition G. Charpentier (Paris).
- La Diligence de Ploërmel (sous le pseudonyme Quatrelles), illustrations par Eugène Courboin, Hachette, Paris, 1883 .
- Lettres à une honnête femme sur les événements contemporains[9] (sous le pseudonyme Quadrelles), 1885, C. Lévy, ancienne maison Lévy Frères (Paris).
- La Havane. Matanzas (sous le pseudonyme Quatrelles[10]), 1889, édition Plon (Paris).